# Épernay-sous-Gevrey
Épernay-sous-Gevrey – miejscowość i gmina we Francji, w regionie Burgundia-Franche-Comté, w departamencie Côte-d’Or.
Według danych na rok 1990 gminę zamieszkiwało 127 osób, a gęstość zaludnienia wynosiła 23 osoby/km² (wśród 2044 gmin Burgundii Épernay-sous-Gevrey plasuje się na 783. miejscu pod względem liczby ludności, natomiast pod względem powierzchni na miejscu 1208.).